# Ligament antérieur du malléus
Le ligament antérieur du malléus (ou ligament antérieur du marteau) est une bande fibreuse qui s'étend du col du marteau juste au-dessus de son apophyse antérieure jusqu'à la paroi antérieure de la Cavité tympanique à proximité de la fissure pétro-tympanique. Certaines des fibres traversent également la fissure jusqu'à l'épine de l'os sphénoïde.

## Galerie

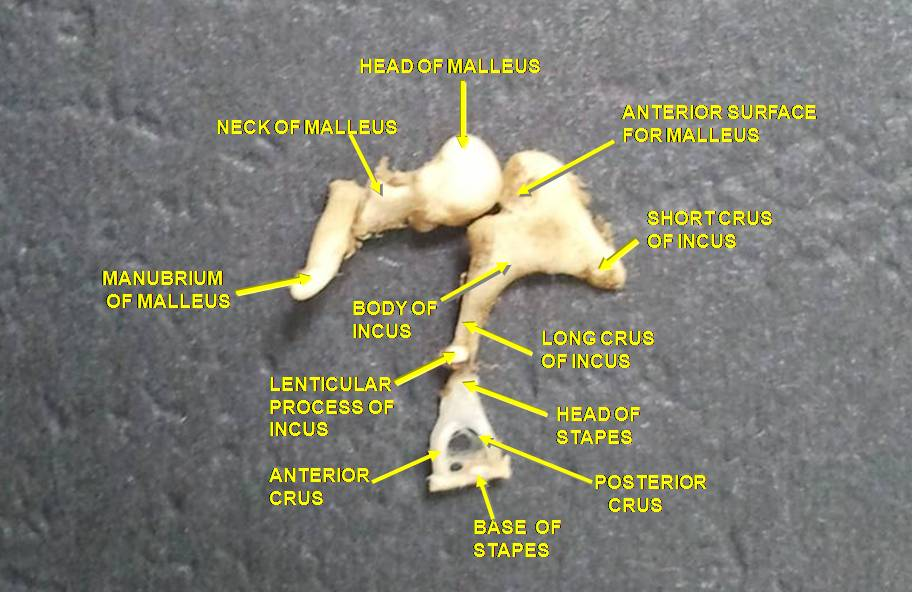
Osselets auditifs. Cavité tympanique. Dissection profonde.